# Geradlinienverfahren von Cooper und Jacob
Das Geradlinienverfahren von Cooper und Jacob, auch kurz Cooper-Jacob-Verfahren genannt, ist eine Methode der Hydrogeologie zur Auswertung eines Pumpversuches zur Bestimmung des Speicherkoeffizienten und der Transmissivität. Das Verfahren baut auf dem Theis-Verfahren auf und ist somit für die Auswertung bei instationären Strömungsverhältnissen geeignet.

## Rahmenbedingungen
Bei dem Cooper-Jacob-Verfahren wird an einer Entnahmestelle mit konstanter Entnahmerate {\displaystyle Q} Wasser entnommen. Dabei wird je nach Auswertungsverfahren
- an einer Messstelle  und zu mehreren Zeitpunkten die Absenkung gemessen (Abstands-Absenkungsverfahren)
- an mehreren Messstellen gleichzeitig die Absenkung gemessen (Zeit-Absenkungsverfahren)
- an mehreren Messstellen zu mehreren Zeitpunkten die Absenkung gemessen (Abstands-Zeit-Absenkungsverfahren)

Dabei sollte für alle Messungen, die an einer Grundwassermessstelle durchgeführt werden, stets
{\displaystyle {\frac {r^{2}}{t}}<0{,}08\cdot {\frac {T_{\text{Schätz}}}{S_{\text{Schätz}}}}}
gelten. Hierbei ist
- {\displaystyle r} der Abstand der Grundwassermessstelle, an der die Messung durchgeführt wird, von der Entnahmestelle in Metern
- {\displaystyle t} die Zeit von Beginn des Pumpversuchs bis zum Zeitpunkt der Messung in Sekunden
- {\displaystyle T_{\text{Schätz}}} ein grob geschätzter Wert für die Transmissivität in Quadratmeter pro Sekunde
- {\displaystyle S_{\text{Schätz}}} ein grob geschätzter Wert für den dimensionslosen Speicherkoeffizientend

Für die Herkunft dieser Bedingung siehe #Herleitungsskizze

## Zeit-Absenkungsverfahren
Bei dem Zeit-Absenkungsverfahren wird zu einer Zeit {\displaystyle t_{0}} an allen Grundwassermessstellen gleichzeitig die Absenkung gemessen. Die Ergebnisse werden dann auf halblogarithmisches Papier aufgetragen. Dabei werden die Absenkungen auf der linearen Achse aufgetragen und die korrespondierenden Abstände der Grundwassermessstellen logarithmisch. Dann wird eine Ausgleichsgerade durch die Messpunkte gezogen. An dieser Ausgleichsgerade wird dann  abgelesen
- die Absenkung  {\displaystyle \Delta h} über eine logarithmische Dekade, also die Absenkung, die bei einer Verzehnfachung des Abstandes Eintritt
- Der Abstand {\displaystyle r_{0}}, an dem die Ausgleichsgerade die Abstandsachse schneidet, also der Abstand von der Entnahmestelle, an dem keine Absenkung mehr eintritt.

Dann gilt
{\displaystyle T={\frac {2{,}3}{2\pi }}\cdot {\frac {Q}{\Delta h}}}
und
{\displaystyle S=2{,}25\cdot {\frac {T\cdot t_{0}}{r_{0}}}}
Dabei ist
- {\displaystyle T} die Transmissivität in Quadratmeter pro Sekunde
- {\displaystyle Q} die Entnahmerate aus dem Brunnen in Kubikmeter pro Sekunde
- {\displaystyle \Delta h} die an der Ausgleichsgeraden bestimmte Absenkung bei Verzehnfachung des Abstandes von der Entnahmestelle
- {\displaystyle S} der dimensionslose Speicherkoeffizient
- {\displaystyle t_{0}} die Zeit nach Pumpversuchsbeginn, zu der die Absenkungen gemessen wurden, in Sekunden
- {\displaystyle r_{0}} der an der Ausgleichsgerade bestimmte Abstand von der Entnahmestelle, an dem keine Absenkung mehr stattfindet, in Metern.

## Abstands-Absenkungsverfahren
An einer fest gewählten Grundwassermessstelle wird mit Beginn des Pumpversuchs die Zeit und die entsprechende Absenkung aufgezeichnet. Die Messpunkte werden dann auf halblogarithmisches Papier aufgetragen. Dabei wird die Absenkung auf die lineare Achse aufgetragen und die Zeit auf die logarithmische Achse. Durch die so entstehenden Punkte wird eine Ausgleichsgerade gelegt. An dieser Ausgleichsgerade werden abgelesen
- Die Absenkung {\displaystyle \Delta h} über eine logarithmische Dekade, also die Absenkung, die sich bei einer Verzehnfachung der Zeit einstellt.
- Die Zeit {\displaystyle t_{0}}, nach der sich eine erste Absenkung bemerkbar macht, also der Schnittpunkt der Ausgleichsgerade mit der Zeitachse.

Dann gilt
{\displaystyle T={\frac {2{,}3}{4\pi }}\cdot {\frac {Q}{\Delta h}}}
und
{\displaystyle S=2{,}25\cdot {\frac {T\cdot t_{0}}{r^{2}}}}
Dabei ist
- {\displaystyle T} die Transmissivität in Quadratmeter pro Sekunde
- {\displaystyle Q} die Entnahmerate aus dem Brunnen in Kubikmeter pro Sekunde
- {\displaystyle \Delta h} die an der Ausgleichsgeraden bestimmte Absenkung über eine logarithmische Dekade
- {\displaystyle S} der dimensionslose Speicherkoeffizient
- {\displaystyle t} die aus der Ausgleichsgerade abgelesene Zeit bis zur ersten Absenkung in der Grundwassermessstelle in Sekunden
- {\displaystyle r} der Abstand der Grundwassermessstelle von der Entnahmestelle in Metern.

## Abstands-Zeit-Absenkungsverfahren
Bei dem Abstands-Zeit-Absenkungsverfahren wird die Absenkung in mehreren Grundwasserstellen im Laufe der Zeit aufgezeichnet. Diese Messwerte werden dann wieder halblogarithmisch aufgetragen. Auf der linearen Achse wird die Absenkung aufgetragen, auf der logarithmischen Achse wird {\displaystyle t/r^{2}} aufgetragen, wobei {\displaystyle t} die Zeit ist, nach der bei der Messstelle im Abstand von {\displaystyle r} die entsprechende Absenkung gemessen wurde. Durch die Messpunkte wird eine Ausgleichsgerade gelegt. Aus dieser wird abgelesen
- Die Absenkung {\displaystyle \Delta h} über eine logarithmische Dekade von {\displaystyle t/r^{2}}
- Der Schnittpunkt {\displaystyle k_{0}} der Ausgleichsgeraden mit der {\displaystyle t/r^{2}}-Achse

Dann gilt
{\displaystyle T={\frac {2{,}3}{4\pi }}\cdot {\frac {Q}{\Delta h}}}
und
{\displaystyle S=2{,}25\cdot T\cdot k_{0}}
Dabei ist
- {\displaystyle T} die Transmissivität in Quadratmeter pro Sekunde
- {\displaystyle Q} die Entnahmerate aus dem Brunnen in Kubikmeter pro Sekunde
- {\displaystyle \Delta h} die an der Ausgleichsgeraden bestimmte Absenkung über eine logarithmische Dekade
- {\displaystyle S} der dimensionslose Speicherkoeffizient
- {\displaystyle k_{0}} der aus der Ausgleichsgerade bestimmte Schnittpunkt der Ausgleichsgerade mit der {\displaystyle t/r^{2}}-Achse.

## Herleitungsskizze
Beim Theis-Verfahren wird die Hilfsvariable
{\displaystyle u=u(r,t)={\frac {r^{2}\cdot S}{4\cdot T\cdot t}}}
und die Theis-Brunnenfunktion {\displaystyle W(u)} eingeführt. Nun lässt sich zeigen, dass unter den Eingangs genannten Voraussetzungen
{\displaystyle {\frac {r^{2}}{t}}<0{,}08\cdot {\frac {T}{S}}}
die äquivalent sind zu
{\displaystyle u<0{,}02}
sind, die Näherung
{\displaystyle W(u)=-\gamma -\ln(u)+\underbrace {u-{\frac {u^{2}}{2\cdot 2!}}+{\frac {u^{3}}{3\cdot 3!}}-{\frac {u^{4}}{4\cdot 4!}}+\cdots } _{{\text{ klein, da }}u<0{,}02}\approx -\gamma -\ln(u)}
gilt. Setzt man diese in die Gleichung
{\displaystyle \Delta h(r,t)={\frac {Q}{4\pi \cdot T}}\cdot W(u)}
des Theis-Verfahrens ein, so erhält man durch Umstellen und Umwandlung der Basis des Logarithmus in Basis zehn die entsprechenden Gleichungen für das Cooper-Jacob-Verfahren.